# FBXO28
FBXO28‏ (F-box protein 28) هوَ بروتين يُشَفر بواسطة جين FBXO28 في الإنسان.